# 美尼斯
美尼斯是傳說中第一位將古埃及統一起來的統治者。通常認為他於公元前3100年前創立了古埃及第一王朝。如同古羅馬的羅慕路斯，美尼斯被視為古埃及歷史的創建者。

## 歷史
根據傳說，將上下埃及統一成為一個國家的是一個名叫「美尼斯」的法老。然而，這名字並沒有在現存的王名表（開羅殘片和巴勒莫石碑）上出現，這些殘缺的王名表乃是刻於一塊第五王朝的石碑上。作為埃及的第一個統治者，美尼斯是在較後期的史料上才出現的。根據曼涅托的《埃及史》（Aegyptiaca），古埃及起初是神的王朝，然後是神人和亡靈的王朝，接下來才是人的王朝，而在人王朝中，美尼斯就是第一位王。
就第十九王朝（公元前13世紀）的兩個王名表（阿拜多斯王名表及都靈王名表）而言，記載的名稱為「美尼」（Meni），而公元前3世紀的埃及歷史學家曼涅托則稱他為「美尼斯」；公元前5世紀的希臘歷史學家希羅多德稱第一位埃及法老為「米恩」（Min）；西西里的狄奧多羅斯則稱之為米納斯（Menas）。美尼斯亦出現在希臘羅馬時期的通俗小說中，可見他在後期被視為重要人物。
美尼斯的功勞亦在於建立了孟斐斯以作為埃及首都。根據曼涅托的著作，美尼斯在位共62年，最後他是被一頭河馬殺死的。

## 考古證據
19世紀末發現的那爾邁調色板描述了當時還未被人所認識的法老那爾邁，其所屬年份很有可能比美尼斯還要早，從調色板中可見，那爾邁揮動權標頭打擊敵人，另外亦戴有代表上下埃及的紅冠和白冠。有學者認為那爾邁（或其繼承人荷爾-阿哈）和美尼斯是同一人。也有學者認為美尼斯從已經統一埃及的那爾邁手上繼承了國家；另一种观点認为美尼斯完成了统一，那爾邁只是開始了統一過程，當中可能未竟全功又或者只是成功了一部分。但無論如何，有大量考古證據證明有那爾邁這麼的一位法老存在，而公認證實「美尼斯」存在的證據只得在涅伽達的一個大墓地所發現的一塊象牙板上以兩女神名刻有其名字。一般懷疑美尼斯或者是那爾邁的其中一個名字，或者是那爾邁上一任的法老，也有可能是與那爾邁的繼任人荷爾-阿哈為同一人。还有人认为美尼斯是埃及人所創造出來的傳說。另一些人認為那爾邁是美尼斯的父親。
學者無法確認美尼斯身份的原因有二，其一是同代文獻中並無美尼斯的名字；其二是早王期的其他國王，如荷爾-阿哈、哲爾等的墓都已於阿拜多斯發現，但屬於美尼斯的墓至今仍未發現。